# Cyrba nigrimana
Cyrba nigrimana är en spindelart som beskrevs av Simon 1900. Cyrba nigrimana ingår i släktet Cyrba och familjen hoppspindlar. Inga underarter finns listade i Catalogue of Life.